# Metisergid
Metisergid (UML-491, Sansert, Deseril) je lek na recept koji se koristi za profilaktički tretman migrenskih glavobolja.

## Farmakologija
Metisergid formira interakcije sa serotoninskim (5-HT) receptorima. Njegovo terapeutsko dejstvo u migrenskoj profilaksi je vezano za njegov antagonizam na  receptoru. Osim toga, on je antagonist na  i  receptoru. Poznato je da je parcijalni agonist na još nekim 5-HT receptorima. Metisergid se metabolizuje u metilergometrin u ljudskom telu, koji je odgovoran za njegove psihodelične efekte.